# هندريك ديفوس
هندريك ديفوس (بالفرنسية: Hendrik Devos)‏ ولد بتاريخ 13 أكتوبر 1955 في بلجيكا، هو دراج بلجيكي سابق.

## روابط خارجية
- هندريك ديفوس على موقع أرشيف الدراجات (الإنجليزية)
- هندريك ديفوس على موقع إحصائيات الدراجات الإحترافية (الإنجليزية)
- هندريك ديفوس على موقع CycleBase (الإنجليزية)